# Rodrigo Lefèvre
Rodrigo Brotero Lefèvre (São Paulo, 9 de fevereiro de 1938 – Guiné-Bissau, 9 de junho de 1984) foi um arquiteto e professor universitário brasileiro.
Estudou arquitetura na Faculdade de Arquitetura e Urbanismo da Universidade de São Paulo (FAU-USP), onde ingressou em 1957, graduando-se em janeiro de 1962. A partir daquele ano até 1981 foi professor de história da arquitetura contemporânea na mesma Faculdade.
Com Sérgio Ferro e Flávio Império, constituiu o grupo denominado Arquitetura Nova, expressão tomada do título do famoso artigo de Ferro que marcou, em 1967, uma espécie de manifesto de rompimento com Vilanova Artigas, a arquitetura paulista e suas relações com o projeto nacional-desenvolvimentista. 
O grupo desenvolveu uma crítica à arquitetura brasileira, personalizada nas figuras de Oscar Niemeyer e Artigas, propondo a valorização das relações de trabalho no canteiro de obras. Do ponto de vista técnico, destaca-se o uso de construções em abóbada com o uso de material cerâmico, verificadas principalmente em residências e escolas: tal artifício transforma o teto da futura construção em uma proteção ao próprio canteiro, visto que sua execução é prioritária no cronograma da obra, valorizando, desta forma, o trabalho do operário.
Como consequência de sua participação na resistência ao regime militar, é preso em 1970, sendo torturado no DOPS e condenado à 1 ano de prisão, pena cumprida no Presídio Tiradentes em São Paulo.
Entre 1975 e 1976 atua como professor convidado na École Nationale Supérieure d'Architecture de Grenoble na França.
Lefèvre foi ainda docente da FAU-Santos (1970), do curso de arquitetura da Faculdade de Belas Artes de São Paulo (1982-1984) e da FAU da Pontifícia Universidade Católica de Campinas (1977-1984).
De 1973 até sua morte, Lefèvre trabalhou no Departamento de Arquitetura da empresa Hidroservice, onde participou de diversos estudos e projetos, dentre os quais a sede do DNER em Brasília (atual DNIT), o prédio dos Ambulatórios, do Hospital das Clínicas de São Paulo e uma série de estudos relativos à implantação de um sistema de saúde e saneamento na Guiné-Bissau. Gravemente ferido em um acidente automobilístico em Bissau, Lefèvre foi transferido para Dakar aonde em seguida faleceu.
Em sua homenagem, os estudantes de arquitetura da FAU PUC/Campinas adotaram seu nome para o Centro Acadêmico (CAFAU Rodrigo Lefèvre) e a Cidade de São Paulo batizou de Rodrigo Lefèvre uma das praças que circundam o MASP.